# جارد تيمر
جارد تيمر (بالإنجليزية: Jared Timmer)‏ هو لاعب كرة قدم أمريكي، ولد في 29 أبريل 1997 في هدسونفيل في الولايات المتحدة. لعب مع Butler Bulldogs men's soccer ‏.